# Vy Maria Dong
Vy Maria Dong (Big Spring, Texas, 1976) es una profesora de química estadounidense de la Universidad de California, Irvine. Trabaja en catálisis enantioselectiva y síntesis de productos naturales.  Ganó el Premio Elias James Corey de la American Chemical Society 2019.

## Biografía
Dong nació en Big Spring, Texas.  Hija de un maquinista y una manicurista y la primera de su familia en graduarse de la universidad. Creció en Anaheim, California.  Estudió química en la Universidad de California, Irvine como becaria de los Regentes.  Decidió convertirse en científica durante su segundo año después de asistir a una clase con Larry E. Overman.  Completó un proyecto de investigación con Larry E. Overman y se graduó magna cum laude en 1998.
Se mudó a la Universidad de California, Berkeley como estudiante graduada.  Trabajó con David MacMillan y obtuvo su maestría en 2000. Se unió al Instituto de Tecnología de California para su doctorado, trabajando en el Reordenamiento Claisen Zwitteriónico y la síntesis total de Erythronolide B. Fue nombrada becaria postdoctora lde los Institutos Nacionales de la Salud en la Facultad de Química de la UC Berkeley, trabajando en química supramolecular con Robert G. Bergman y Ken Raymond.

## Investigación y carrera
Se mudó a Canadá para trabajar en la Universidad de Toronto. Recibió una beca del Fondo de Investigación de Ontario en 2008. Dio la conferencia inaugural de Eli Lilly Young en la Universidad de Wisconsin-Madison en 2009, donde habló sobre las transformaciones catalíticas de los enlaces CH.  En Toronto, trabajó en heterociclos para la química médica. Demostró cómo las lactonas se pueden hacer a partir de cetoaldehídos usando catalizadores de rodio, logrando lactonas regio y enantioselectivas sin productos de desecho. Continúa explorando nuevos reactivos, catalizadores y estrategias para la síntesis orgánica.

Fue nombrada profesora distinguida Adrain Brook en la Universidad de Toronto en 2011.  Ese año ganó el premio Roche a la Excelencia en Química.  Fue nombrada profesora Novartis en 2012 y miembro de la Sociedad de Japón para la Promoción de la Ciencia en 2013.  Se convirtió en profesora de la Sociedad de Química Orgánica Sintética en Japón.
Regresó a la Universidad de California, Irvine, en 2013.  Su grupo vino con ella, trabajando en la hidroacilación catalítica y la activación de los enlaces CH aldehído.
Se convirtió en editora asociada de la revista de la Royal Society of Chemistry Chemical Science en 2015.  Dio una charla en TED x Irvine en 2015, hablando sobre su pasión por la química orgánica.  Demostró que la catálisis de rodio podría usarse para hacer péptidos cíclicos.  Logró esto usando bloques de construcción completamente acirales y catalizadores de hidrogenación.  La catálisis con hidruro de Rh permite la reducción enantioselectiva y permite el acceso a motivos populares en la química médica.  También combinó el rodio con la amina de Jacobsen.

### Premios
Recibió una beca de la Fundación Alfred P. Sloan en 2009 y un Amgen Joven Investigadora en 2010. En 2010 fue galardonada con el Premio AstraZeneca de Química.  Ganó el Premio Arthur C. Cope de la American Chemical Society en 2010 por sus contribuciones a la química orgánica.
En 2016 recibió el Premio de Investigación Iota Sigma Pi Agnes Fay Morgan por su excepcional investigación en hidroacilación catalítica en 2016.  En septiembre de 2018 se anunció que era la ganadora del Premio Elias James Corey de la American Chemical Society para 2019.